# Tour de Lombardie 1972
La 66e édition du Tour de Lombardie s'est déroulée le 7 octobre 1972. La course a été remportée par le coureur belge Eddy Merckx qui signe une seconde victoire d'affilée. Le parcours s'est déroulé entre Milan et Côme sur une distance de 266 kilomètres.

## Présentation

### Favoris
Le Belge Eddy Merckx, vainqueur de l'édition précédente, est présent et fait figure de grand favori. 

## Déroulement de la course
Eddy Merckx se présente seul à l'arrivée à Côme avec plus d'une minute d'avance sur un groupe de six poursuivants dont le sprint est remporté par le Français Cyrille Guimard devant l'Italien Felice Gimondi. Sur les 158 coureurs partants, seulement 17 terminent la course.

## Classement final
| Pos. | Coureur           | Équipe     | Temps           |
| ---- | ----------------- | ---------- | --------------- |
| 1    | Eddy Merckx       | Molteni    | 6 h 47 min 54 s |
| 2    | Cyrille Guimard   | Gan        | à 1 min 27 s    |
| 3    | Felice Gimondi    | Salvarani  | m.t.            |
| 4    | Frans Verbeeck    | Watney     | m.t.            |
| 5    | Antoon Houbrechts | Salvarani  | m.t.            |
| 6    | Joop Zoetemelk    | Flandria   | m.t.            |
| 7    | Raymond Delisle   | Peugeot    | à 1 min 30 s    |
| 8    | Willy De Geest    | Van Cauter | à 1 min 39 s    |
| 9    | Franco Bitossi    | Filotex    | m.t.            |
| 10   | Michele Dancelli  | Scic       | m.t.            |